# Velvyslanectví České republiky v Tel Avivu
Velvyslanectví České republiky v Tel Avivu je hlavním českým diplomatickým zastoupením v Izraeli. Nachází se na adrese 23 Zeitlin v centru Tel Avivu. Původně vzniklo jako velvyslanectví Československa, po rozdělení země roku 1993 byl úřad rozdělen mezi objektu českou a slovenskou diplomatickou misi. V roce 2021 Česká republika otevřela pobočku velvyslanectví v Jeruzalémě se záměrem tam přesunout také velvyslanectví.

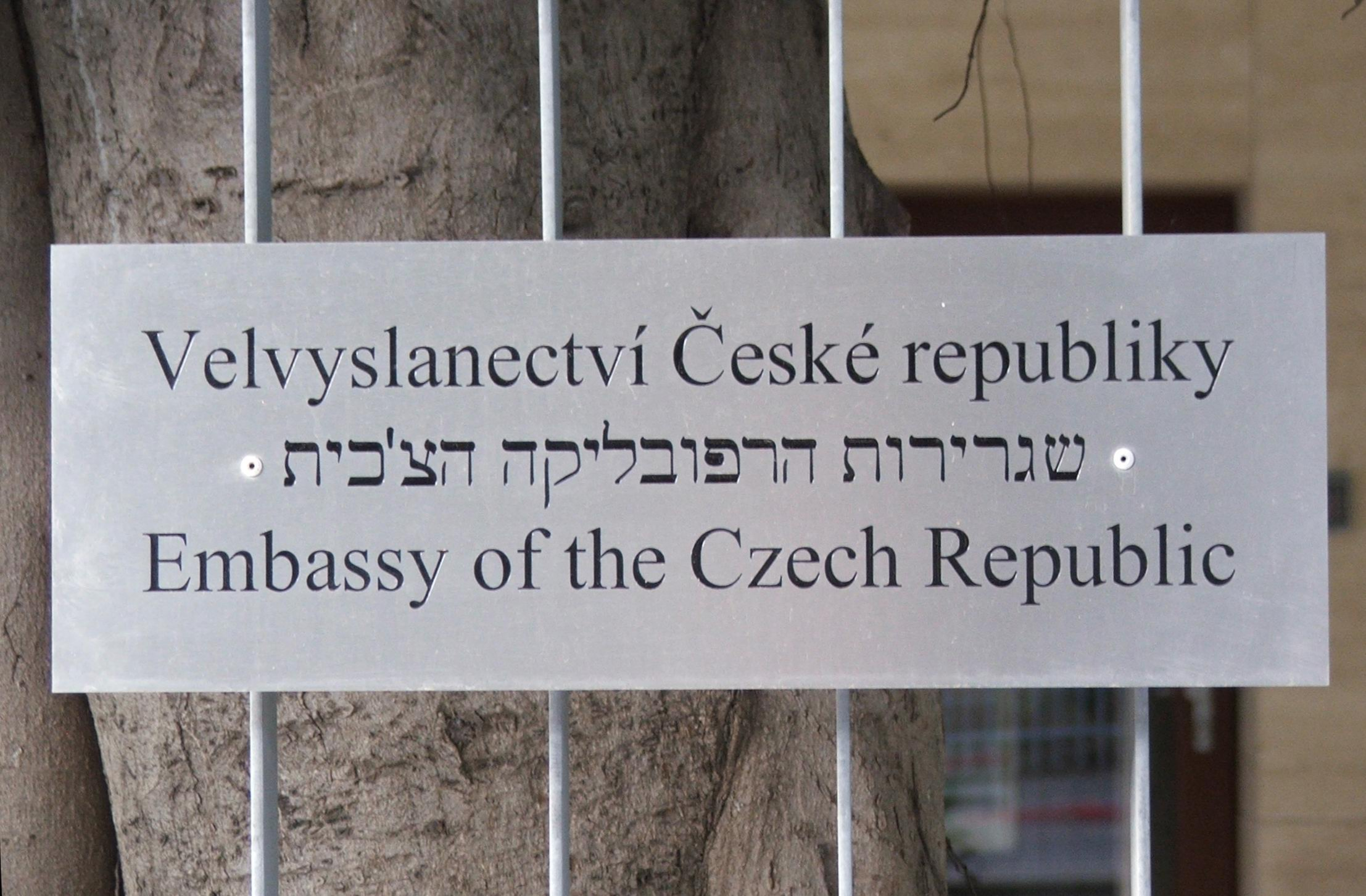
Štítek u vstupu do budovy telavivského velvyslanectví

## Historie

### 20. století
Během britského mandátu Palestina zřizovalo prvorepublikové Československo konzulát obsazený generálním konzulem se sídlem v Jeruzalémě. Zdejší úřady pak po následné německé okupace Čech, Moravy a Slezska spolupracovaly s čs. exilovou vládou Edvarda Beneše v Londýně při formování čs. zahraničního vojska ve druhé světové válce.
Poválečné Československo oficiálně uznalo Stát Izrael 18. května 1948. Konzulem v nově zřízeném hlavním městě Tel Avivu (dříve Jaffa) byl jmenován Dr. Viktor Grünwald, původem český Žid. Zároveň ve své funkci ale pokračoval úřad generálního konzula v Jeruzalémě od doby trvání britského mandátu.
Po zintenzivnění styku obou zemí koncem 40. let 20. století Československo v lednu 1950 zvýšilo úroveň svého zastoupení v Tel Avivu z konzulátu na vyslanectví. Jmenovaný ambasador Dr. Eduard Goldstücker předložil svůj pověřovací dopis izraelskému prezidentu Chaimovi Weizmannovi 18. ledna 1950. Goldstücker, rovněž židovského původu a někdejší člen sionistické, levicově orientované organizace Ha-Šomer ha-ca'ir, v roce 1939 uprchl do Spojeného království, kde spolupracoval s čs. exilovou vládou v Londýně a působil pak jako její zástupce v osvobozené Paříži. V červnu 1950 byla v telavivské čtvrti Kirjat Meir otevřena stálá budova konzulátu (pozdějšího velvyslanectví) Československa.
Po politickém procesu se skupinou Slánského v ČSR v listopadu 1952, se silně antisemitským podtextem, byl velvyslanec Edward Goldshticker povolán k návratu do Prahy, krátce nato byl pak zatčen, odsouzen v politickém procesu a vězněn. Po něm nebyl jmenován žádný jeho náhradník až do obnovení plných diplomatických styků obou zemí v červenci 1956. Po šestidenní válce roku 1967 Československo, spolu s ostatními zeměmi Sovětským svazem kontrolovaného tzv. Východního bloku, přerušilo vztahy s Izraelem a velvyslanectví bylo opět uzavřeno. K obnovení vzahů došlo až po Sametové revoluci a pádu komunistického režimu v ČSSR, krátce po začátku roku 1990 a československá ambasáda v Tel Avivu byla znovu otevřena. Po rozdělení Československa byla v Izraeli zřízena samostatná česká diplomatická mise
Izraelská suverenita nad Západním Jeruzalémem je mezinárodně uznávána, ale okupaci Východního Jeruzaléma v roce 1967 a následnou anexi v roce 1980 označila rezoluce Rady bezpečnosti OSN č. 478 za porušení mezinárodního práva. Rezoluce vyzývá členské státy, aby z Jeruzaléma stáhly své diplomatické mise. Izrael považuje Jeruzalém za své nedělitelné hlavní město, ale většina světového společenství považuje Východní Jeruzalém za hlavní město palestinského státu.

### 21. století
Dne 24. května 2017, v den 50. výročí sjednocení Jeruzaléma pod izraelskou správou, český parlament oficiálně uznal Jeruzalém za hlavní město Izraele. Česká republika zároveň uznává nezávislost palestinského státu. Po oznámení prezidenta Spojených států Donalda Trumpa z 6. prosince 2017, že jeho země uznává Jeruzalém jako hlavní město Izraele, česká vláda rovněž oznámila, že uznává západní Jeruzalém jako hlavní město Izraele a že bude sledovat proces Spojených států a přesunout své velvyslanectví do Jeruzaléma. Později toho roku český prezident Miloš Zeman oznámil, že do Jeruzaléma bude přestěhován nejprve český konzulát a poté samotná ambasáda.
Dne 11. března 2021 byla otevřena pobočka českého velvyslanectví v ulici Washington v Jeruzalémě (nedaleko hotelu King David, kde obvykle pobývají zahraniční diplomaté při návštěvách Izraele). Pobočka velvyslanectví byla slavnostně otevřena za přítomnosti tehdejšího předsedy české vlády Andreje Babiše, izraelských ministrů zahraničních věcí Gabi Aškenaziho a vnitřní bezpečnosti Amira Ochany, a velvyslanců obou zemí, pražského velvyslance Izraele Daniela Merona a jeho českého protějšku Martina Stropnického. V reakci na otevření pobočky Palestinská samospráva i Arabská liga odsoudily její otevření a prohlásily, že se jedná o porušení mezinárodního práva.
Po vypuknutí války Izraele s Hamásem v roce 2023 podpořil přesun velvyslanectví do Jeruzaléma český premiér Petr Fiala.